# 塞留
塞留是巴西南大河州的一个市镇。总面积99.721平方公里，总人口2399人，人口密度24.1人/平方公里。